# Замъци и градски стени на Едуард I в Гуинед
„Замъците и градските стени на крал Едуард I в Гуинед“ (на английски: Castles and Town Walls of King Edward in Gwynedd) е обект в списъка на световното наследство на ЮНЕСКО, който се намира в графство Гуинед, Северозападен Уелс, Обединеното кралство.
През 1986 г. четири замъка от времето на Едуард I са обявени за световно наследство като запазени образци на фортификация и средновековна архитектура от XIII век. Замъците, обявени за световно наследство, са:
- Замък Биумарис. гр. Биумарис, о. Ангълси
- Замък Карнарвън, гр. Карнарвън
- Замък Конуи, гр. Конуи
- Замък Харлех, гр. Харлех